# Бонаруйе
Бонаруйе, или Банаруийе, или Банаруйе, или Фатхабад (перс. بنارویه‎) — город на юге Ирана, в провинции Фарс. Входит в состав шахрестана Ларестан.

## География
Город находится в южной части Фарса, в горной местности юго-восточного Загроса, на высоте 1 146 метров над уровнем моря.
Бонаруйе расположен на расстоянии приблизительно 215 километров к юго-востоку от Шираза, административного центра провинции и на расстоянии 875 километров к юго-юго-востоку (SSE) от Тегерана, столицы страны.

## Население
По данным переписи, на 2006 год население составляло 9 318 человек; в национальном составе преобладают персы (носители одного из диалектов группы Ларестани), в конфессиональном — мусульмане.